# Матвієнко Ігор Ігорович
Ігор Ігорович Матвієнко (нар.. 6 лютого 1960, Москва, Російська РФСР, СРСР) — радянський і російський продюсер та композитор. Засновник декількох популярних російських груп «Любе», «Иванушки International», «Фабрика» та інших. Фігурант бази даних сайту «Миротворець» з формулюванням: «Свідоме порушення державного кордону України з метою проникнення до окупованого росією Криму. Участь у пропагандистських заходах, спрямованих на легалізацію анексії АР Крим Росією».

## Життєпис
Народився 6 лютого 1960 року в Москві в родині військовослужбовця.
У 1980 роц і закінчив музичне училище імені М. М. Іпполітова-Іванова за спеціальністю хормейсте" [13]"[13]р. З 1981 року працював композитором, художнім керівником та виконавцем (клавішні) в різних музичних колективах — ВІА «Перший крок», ВІА «Здраствуй, пісне!», «Клас».
З 1987 по 1990 роки працював у Студії Популярної Музики «Рекорд», у 1987 році став її музичним редактором і тоді ж разом з вокалістом Миколою Расторгуєвим і поетом-піснярем Олександром Шагановим заснували гурт «Любе», для якого пише музику і робить аранжування. У 1991 році стає керівником продюсерського центру. У 2002 році стає продюсером і керівником музичного проекту Першого каналу «Фабрика Зірок-1», а в 2004 — «Фабрики Зірок-5».
У лютому 2014 року став музичним продюсером церемоній відкриття та закриття XXII Олімпійських Зимових ігор в Сочі. Для самої зворушливої сцени церемонії закриття «Дзеркальний світ» зробив аранжування, об'єднавчої композиції «Свой среди чужих, чужой среди своих» Едуарда Артем'єва і «До свидания, Москва» Олександри Пахмутової.
У березні 2014 року створив аранжування для церемонії відкриття паралімпійських ігор 2014, який включає в себе композиції «Давай за…» гурту Любе і «Последнее письмо» гурту Nautilus Pompilius, під яку виходила збірна Росії.
У 2018 році виступив за обмеження сучасних пісень, які потрапляють до молодіжних чартів, що пропагують наркотики і секс — жанрів хіп-хопу і репу.

## Творчість
Написав багато пісень у співпраці з Олександром Шагановим. Все почалося з часів ВІА «Здравствуй, песня», в якій Ігор виступав як клавішник. Пісня Дом на улице другой — одна з перших спільних пісень Матвієнка та Шаганова.
Співробітництво продовжилося в «Любе» — Атас, Комбат, Там, за туманами тощо, потім з Женею Бєлоусовим — У любви глаза разлуки, Девчонка-девчоночка, пізніше з «Иванушками» — Тучи, Кукла, Колечко, Безнадёга точка ру, Золотые облака. З «Фабрикою» — Девушки фабричные. Крім роботи з артистами Продюсерського центру Ігоря Матвієнка були написані пісні Володимира Асімова — Подари мне зимний вечер, Ночкой тёмной.
Регент Хору Стрітенського ставропігійного чоловічого монастиря Нікон Жила називає найпопулярнішою піснею з тих, що виконуються хором, «Коня» Матвієнка та Шаганова.
У 2016 році написаний гімн Сухопутних військ Російської Федерації «Вперед, пехота!».
Автор більшості оригінальних (не запозичених у інших композиторів) пісень «Любе», які здобули всенародну популярність, у тому числі, «Конь», «Дорога», «Самоволочка».
Ряд пісень було написано у співпраці з поетом Михайлом Андрєєвим, в тому числі (для різних ансамблів) Нетелефонный разговор, Первые стихи, Луна,Трамвай пятёрочка, Берёзы, Тополиный пух, Реви, Лодочка, Про любовь.
Для «Корней» — Это ты объявила войну. Серед інших поетів, вірші яких писав Матвієнко, (за алфавітом) Костянтин Арсенєв, Герман Вітку, Леонід Дербеньов, Павло Жагун, Наум Олєв, Віктор Пелєнягре, Ольга Ровная. У деяких піснях (Давай за…, За тебя, Родина-мать) сам виступив як автор слів.
Виконав пісню «Краса» («Ты неси меня река») для телевізійного серіалу «Кордон. Тайговий роман».

### Гурти та виконавці
- «Любе» — з 1989 року
- «Иванушки International» — з 1995 року
- «Корні» — з 2002 року
- «Фабрика» — з 2002 року
- «Мобільні блондинки» — з 2008 року
- «Город 312» — з 2010 року
- «Vенера» — Канал гурт VEHEPA на YouTube (з 2010 року)
- «Моя Мішель» — з 2015 року
- «ЛОVI» — з 2015 року
- Женя Бєлоусов (1991—1994)
- Наталя Лапіна (1991—1992)
- Михайло Гребенщиков (2002—2007)
- Вікторія Дайнеко (з 2004 року)
- Ірсон Кудикова (2004—2005)
- Юлія Бужилова — відео по темі Юлія Бужилова на YouTube (2002—2006)
- Саті Казанова (2010—2013)
- Людмила Соколова (2013-2015)

### Композиторська фільмографія
- 1994 — Зона Любе
- 2000-2005 — Убивча сила
- 2000 — Кордон. Тайговий роман
- 2002-2003 — Спецназ
- 2016 — Вікінг

## Громадська діяльність
6 лютого 2012 року був офіційно зареєстрований як довірена особа кандидата в Президенти Російської Федерації на третій термін Голови Уряду Росії Володимира Путіна.
29 серпня 2016 року обраний президентом авторського ради Російського авторського товариства.
З вересня 2017 року — Голова Громадської ради при Роскомнагляді.
У листопаді 2017 року створив проект «Жити.рф», метою якого була заявлена допомога людям, що опинилися у складній ситуації. За даними видання The Bell, проект також займався розкруткою в соціальних мережах руху Putin Team, який виступав на президентських виборах 2018 року на підтримку кандидата в президенти Володимира Путіна на четвертий термін.
Був членом ініціативної групи, що висунула Володимира Путіна кандидатом у президенти Росії на виборах 2018 року.
20 листопада 2018 року Ігор Матвієнко, згідно з Указом Президента Росії, включений до нового складу Ради при Президенті з культури і мистецтва.
В січні 2025 року запропонував перерахувати кошти на відновлення зруйнованих у ході бойових дій об'єктів культурної спадщини на Курщині.

## Особисте життя
За словами Ігоря, він був одружений чотири чи п'ять разів:
- Незареєстровані стосунки
  - син — Станіслав Матвієнко
- Перша дружина — Євгенія (Джуна) Давіташвілі (шлюб тривав 24 години)
- Друга дружина — Лариса
  - дочка Анастасія Матвієнко, вчилася в Англії на дизайнера одягу
- Третя дружина Анастасія Алексєєва[13]
  - дочки Таїсія Матвієнко (нар. 1997) і Поліна Матвієнко (нар. 2001), син Денис Матвієнко (нар. 2000)[14]

## Визнання
- Лауреат Премії МВС Росії